# Chernoochene (huyện)
Chernoochene là một huyện thuộc tỉnh Kardzhali, Bungaria. Dân số thời điểm năm 2001 là 10567 người.